# Stanisław Udrzycki
Stanisław Udrzycki lub Udrycki (ur. ?, zm. w październiku 1621) – polski duchowny rzymskokatolicki, biskup pomocniczy łucki.

## Życiorys
4 grudnia 1617 papież Paweł V prekonizował go biskupem pomocniczym łuckim i biskupem in partibus infidelium argiwskim. Był pierwszą osobą na tym stanowisku. Przed 27 maja 1618 przyjął sakrę biskupią z rąk arcybiskupa lwowskiego Jana Andrzeja Próchnickiego.